# Георги Димитров – Червения
Вижте пояснителната страница за други личности с името Георги Димитров.
Георги Димитров (1 май 1931 – 16 март 1978), известен с прякора си Червения, е легендарен български футболист от средата на ХХ век, играл като нападател. Започва състезателната си кариера в Черноморец (Бургас), но свързва името си най-вече с Черно море (Варна) и ЦСКА (София). Отличава се с добър завършващ удар и изключителна физическа мощ.

## Биография

### Кариера на клубно ниво
Родом от Бургас, Димитров започва да играе футбол в местния клуб Черноморец. През сезон 1948/49 на 17-годишна възраст записва 9 мача с 1 гол за бургазлии в А група, като отборът завършва на последното място и изпада.
В началото на 1951 г. Димитров преминава в Черно море. Част от състава на „моряците“, който печели бронзовите медали в А група през сезон 1953. За 4 години записва 81 мача с 29 гола – 59 мача с 21 гола в А група и 22 мача с 8 гола в Б група.
През 1955 г. е привлечен в редиците на ЦСКА (София). С „армейците“ става 5-кратен шампион на България и веднъж носител на националната купа. Общо изиграва 87 мача и реализира 26 гола в А група. Записва също 9 мача с 2 гола в Купата на европейските шампиони. Бележи на 17 октомври 1956 г. за победата с 8:1 срещу Динамо (Букурещ) и на 5 ноември 1958 г. при загубата с 1:2 като гост срещу Атлетико (Мадрид).
През 1959 г. облича отново екипа на Черно море, който в предния сезон е изпаднал от А група. През 1959/60 изиграва 18 мача и бележи 10 гола във втория ешелон, помагайки на отбора да се завърне в елита. Впоследствие играе още 4 сезона и половина в А група редом до по-малкия си брат Никола Димитров. Прекратява кариерата си на 33-годишна възраст в края на 1964 г.

### Национален отбор
Димитров дебютира за националния отбор през 1953 г. като футболист на Черно море. Това се случва на 6 септември в световна квалификация срещу Чехословакия, която е загубена с 1:2. Седмица по-късно бележи първите си голове с националната фланелка, реализирайки и двете попадения при равенството 2:2 в контрола с Полша.
Бронзов медалист от олимпийските игри в Мелбърн през 1956 г. Играе в 3 от мачовете на Олимпиадата и вкарва един гол за победата с 6:1 срещу Великобритания. Общо за националния отбор записва 30 мача и реализира 7 гола. Облича за последен път фланелката на България на 21 декември 1958 г. в контрола срещу Германия.

### Треньорска кариера
След края на състезателната си кариера Димитров е назначен за помощник треньор на Черно море. През 1968 г. поема „моряците“ и е начело на отбора в продължение на 4 сезона. През 1972 г. става селекционер на младежкия национален отбор, а месеци по-късно е привлечен в А националния отбор като помощник на Христо Младенов. Част от щаба на България по време на световното първенство в Германия'74. През сезон 1975/76 отново е начело на Черно море.
Загива на 46-годишна възраст в самолетна катастрофа, станала на 16 март 1978 г. край врачанското село Тлачене, в която живота си губи и известната бивша състезателка по гимнастика Жулиета Шишманова. В негова памет в началото на ХХI век във Варна започва да се провежда ежегоден футболен турнир за ветерани.

## Статистика по сезони
Включени са само мачовете от първенството.
| Сезон    | Отбор      | Първенство | Мачове | Голове |
| -------- | ---------- | ---------- | ------ | ------ |
| 1948/49  | Черноморец | A група    | 9      | 1      |
| 1951     | Черно море | Б група    | 22     | 8      |
| 1952     | Черно море | А група    | 22     | 8      |
| 1953     | Черно море | А група    | 14     | 4      |
| 1954     | Черно море | А група    | 23     | 9      |
| 1955     | ЦСКА       | А група    | 24     | 9      |
| 1956     | ЦСКА       | А група    | 17     | 2      |
| 1957     | ЦСКА       | А група    | 21     | 10     |
| 1958     | ЦСКА       | А група    | 10     | 1      |
| 1958/59  | ЦСКА       | А група    | 15     | 4      |
| 1959/60  | Черно море | Б група    | 18     | 10     |
| 1960/61  | Черно море | А група    | 25     | 6      |
| 1961/62  | Черно море | А група    | 25     | 10     |
| 1962/63  | Черно море | А група    | 27     | 4      |
| 1963/64  | Черно море | А група    | 29     | 6      |
| 1964/ес. | Черно море | А група    | 14     | 0      |

## Успехи
ЦСКА (София)
- А група –  Шампион (5): 1955, 1956, 1957, 1958, 1958/59

- Национална купа –  Носител: 1955

България
- Летни олимпийски игри –  Бронзов медалист: 1956